# Bregenz
Bregenz er hovedstad i den østrigske delstat Vorarlberg og hovedby i kommunen af samme navn. Byen ligger ved bredden af Bodensøen og er især kendt for sin årlige musikfestival Bregenzer Festspiele.

## Placering
Bregenz er placeret på det forholdsvis korte stykke søbred, som Østrig har. Bregenz har på grund af den strategiske placering haft en stor betydning både i oldtiden og i tiden i det Romerske Rige (Brigantium).[kilde mangler]
Industrialiseringen i det 19. århundrede satte skub i havnebygning og dampskibsfart og cementerede denne betydning.[kilde mangler] Som i resten af Bodensøen byggede man også havnebade, både til den der placerede østrig-ungarske garnison, men med tiden også offentlige bade, som tillige eksisterer den dag i dag.
Bregenz er også centralforvaltning for et større område, der inkluderer Bregenzerwald, Leiblachtal, Kleinwalsertal, Rhindeltaet, og en del af Bodensøen. Indbyggertallet for dette område er omkring 132.000 per årsskifte i 2017.[kilde mangler]
Der hersker sø-klimatiske forhold, hvor Bodensøen lagrer noget varme, ligesom man kender i Danmark. Gennemsnitlige maksimaltemperaturer ligger i juli måned på omkring 19 °C, og de gennemsnitlige minimumstemperaturer ligger i januar måned omkring frysepunktet. Der falder årligt omkring 1500 mm regn.

## Kultur

### Festivaler
Bregenzer Festspiele er en internationalt anerkendt kulturfestival, som hvert år besøges af over 200.000 mennesker (2016 var det 211.000). Programmet skifter hvert andet år og varer fra juli til august. Seebühne har en tilskuerkapacitet på 7.000 mennesker.[kilde mangler]
Bregenzer Jazz Festival finder sted hvert år på Kornmarktplatz. Det er efterfølgeren til New Orleans Festival, som lukkede i 2013, og man gik i den forbindelse over til at skifte genre fra Blues til jazz. Tid og sted er essentielt den samme.
Bregenzer Frühling (en) er en dansefestival, som har eksisteret siden 1987 og finder sted hvert år i marts til maj i Festspielhaus Bregenz (de). Dansetrupper fra hele verden fremfører nye produktioner. Med over 10.000 besøgende er festivalen en af Østrigs betydeligste. Indtil år 2016 blev festivalen organiseret af Bregenzer Kunstverein, men i dag organiseres det i kommunalt regi. I år 2020 blev festivalen aflyst pga. Coronaviruspandemien.

### Teater
Theater am Kornmarkt byder på klassikere, og uropførelser for moderne teaterstykker. Theater Kosmos har som mål at begejstre unge mennesker for teatrets kunst.

### Museer
vorarlberg museum ligger ligeledes ved Kornmarkt og viser regionens historie fra Romertiden, har udstillinger om kunst og kultur i Vorarlberg, og andre særudstillinger.
Kunsthaus Bregenz blev bygget i 1997 og er et af de betydeligste museer for moderne kunst i det tysksprogede område .

### Bygningsværker & Arkitektur
Arkitekturen i hele Vorarlberg er kendetegnet ved at den forener den traditionelle med den moderne arkitektur. Neue Vorarlberger Bauschule satte sig for både at tænke bygningsværkerne ind i det eksisterende bybillede, og at der skulle bygges bæredygtigt. Museerne ovenfor er gode eksempler på netop dette, men også internationalt anerkendte arkitekter som Hans Hollein, Jean Nouvel, Peter Zumthor samt Baumschlager / Eberle har sat deres præg i byen. Ligeledes kan man tage på en af flere Architektouren, der enten starter eller slutter i Bregenz. Turene er anbefalinger til individuelle opdagelsesrejser uden guide. De kan opleves med bil eller offentlig transport. Turene inklusive kort kan man downloade via en app på forhånd, og man kan udforske Vorarlberg uafhængigt af tilgængeligt mobilnet.
Andre bygningsværker af betydning:
- Vorarlberger Landesbibliothek - delstatsbibliotek og landsarkiv placeret i flotte gamle bygninger (hhv barokkirke og forhenværende kloster)
- Martinsturm - gælder som vartegn for byen Bregenz
- Pfänderbahn Talstation - kabelbanestation tegnet i 1926, giver adgang til skisportsområdet Pfänder
- Burg Hohenbregenz - borg udenfor byen, fra højmiddelalderen
- Deuringsschlössle - slot med oprindelse i det 14./15. århundrede, men i sin nuværende form fra anden halvdel af det 17. århundrede
- "Mili" - den forhenværende militære badeanstalt, nu offentlig
- Römervilla - ruin fra romertiden
- Kloster Marienberg - Dominikanerkloster
- Kloster Riedenburg - i dag pigegymnasie for nonne-ordenen Sacre Cæur
- Kloster Wettingen-Mehrerau - i dag Zisterzinerkloster, oprindeligt Benediktinerkloster
- Kloster Thalbach "Das Werk" - oprindeligt et Franziskanerkloster, hvis nonner i 1592 reddede det daværende Benediktinerkloster Mehrerau fra en epidemi, i dag i privatkirkeligt eje